# Ou Yushan
Ou Yushan (Guangxi, 13 gennaio 2004) è una ginnasta cinese, vincitrice di tre medaglie ai Mondiali Juniores del 2019.

## Carriera junior

### 2018
Ai Campionati nazionali vince l'oro con la squadra.

### 2019
Partecipa ai Campionati nazionali dove vince 2 ori (squadra e trave), 1 argento (corpo libero) e 2 bronzi (individuale e parallele).

## Carriera senior

### 2021
Ai Campionati nazionali vince l'oro con la squadra.
Il 3 luglio viene scelta per la squadra olimpica insieme a Zhang Jin, Tang Xijing e Lu Yufei.
Il 25 luglio prende parte alle Qualifiche, tramite le quali la nazionale cinese accede alla finale a squadre col terzo punteggio.
Il 27 luglio la squadra cinese prende parte alla finale, concludendo al settimo posto.